# Combles Communal Cemetery Extension
Combles Communal Cemetery Extension is een Britse militaire begraafplaats met gesneuvelden uit de Eerste Wereldoorlog. Ze ligt in de Franse gemeente Combles (Somme), 590 m ten noordoosten van het centrum (Eglise Saint-Vaast) aan de rue de Sailly.
De begraafplaats werd ontworpen door Herbert Baker en Noel Ackroyd Rew en heeft een trapeziumvormig grondplan met een oppervlakte van 5356 m². Ze sluit aan bij de gemeentelijke begraafplaats en wordt omsloten door een bakstenen muur en een haag. Aan de straatkant staat een monumentaal toegangsgebouw dat gedeeltelijk is opgetrokken uit bakstenen en grote witte natuurstenen, dit alles onder een schilddak. De drie boogvormige doorgangen worden afgesloten door metalen hekken. Aan de tegenoverliggende zijde staat het Cross of Sacrifice geflankeerd door stenen zitbanken en tegen de noordoostelijke muur staat de Stone of Remembrance. 
De begraafplaats wordt onderhouden door de Commonwealth War Graves Commission.

## Geschiedenis
Het dorp werd in de ochtend van 26 augustus 1916 ingenomen door eenheden van de 56th (London) Division en het Franse leger. Het bleef tot 24 maart 1918 in geallieerde handen, toen de plaats door Duitse troepen tijdens het lenteoffensief door hen veroverd werd na hardnekkig verzet van de South African Brigade. Op 29 augustus 1918 werd het dorp door de 18th Division heroverd. 
De begraafplaats werd in oktober 1916 door Franse troepen aangelegd, maar de 94 Franse graven uit 1916 werden later naar elders overgebracht. De eerste Britse bijzettingen vonden plaats in december 1916. Van maart 1917 tot eind mei 1918 werd de Extension niet gebruikt. In juni, juli en augustus werden 194 Duitse soldaten begraven in wat nadien Plot I werd genoemd. Ook deze graven werden later verwijderd. In augustus en september werden nog bijzettingen gedaan door de 18th Division. Percelen II, V, VI en VII en het grootste deel van perceel IV werden na de wapenstilstand toegevoegd door de concentratie van 944 graven uit de slagvelden in de buurt en van de volgende kleinere begraafplaatsen: Fregicourt Communal Cemetery (4 doden), Leuze Wood Cemetery (11 doden), Longtree Dump Military Cemetery (12 doden), Maurepas Military Cemetery (9 doden).
Op de begraafplaats liggen nu 1510 doden waaronder 975 niet geïdentificeerde. Bij de geïdentificeerde slachtoffers zijn er 521 Britten, 6 Australiërs, 5 Canadezen en 2 Zuid-Afrikanen. Voor 9 Britten en 1 Zuid-Afrikaan werden Special Memorials opgericht omdat hun locatie niet meer kon worden vastgesteld en men vermoedt dat ze in een naamloos graf begraven liggen. Drie Britse soldaten worden eveneens herdacht met een Special Memorial omdat ze oorspronkelijk begraven waren in Maurepas of Longtree Dump Military Cemeteries maar wier graven werden verwoest door granaatvuur.

## Graven
Arthur Hubert Thompson (Autralian Infantry A.I.F) sneuvelde in de strijd op 4 augustus 1916. Hij werd ten noorden van Pozières begraven maar zijn graf kon na de oorlog niet teruggevonden worden en zijn naam werd op het Memorial van Villers-Bretonneux gegraveerd. Zijn graf werd later in 1935 ontdekt en hij werd hier herbegraven.

### Onderscheiden militairen
- Leonard George Maddox, onderluitenant bij het London Regiment werd tweemaal onderscheiden met het Military Cross (MC and Bar).
- Reginald Arthur Tomlin, onderluitenant bij het London Regiment werd onderscheiden met het Military Cross (MC).
- Edward Gostick, sergeant bij het London Regiment en Augustus Houston Roser, sergeant bij het East Surrey Regiment werden onderscheiden met de Distinguished Conduct Medal (DCM).
- Alfred Marcus Bicknell, korporaal bij de Royal Field Artillery werd tweemaal onderscheiden met de Military Medal (MM and Bar).

### Alias
- Korporaal George Hawthornthwaite diende onder het pseudoniem George Howarth bij het West Yorkshire Regiment (Prince of Wales’s Own).